# Мяус (Довгань) Олена Вікторівна
Оле́на Ві́кторівна Мя́ус (До́вгань) (нар. 1984, м. Черкаси — українська письменниця, член Національної спілки письменників України (2012).

## Біографія
Народилася 5 вересня 1984 в м. Черкасах. Закінчила Черкаський комерційний технікум, Черкаський національний університет імені Богдана Хмельницького за фахом «соціальний працівник». Працює бібліотекаркою у Черкаській бібліотеці-філії № 2 для дітей, керує мистецьким департаментом Черкаської молодіжної організації «Фундація регіональних працівників».

## Літературна діяльність
Прозаїк.

Творчо зростала, відвідуючи з 1996 року літературні студії «Пегасик», «Дебют», обласну студію ім. В. Симоненка.

Авторка збірок малої прози:
- «Побачення блакитної сукні» (2011);
- «Хрестики-нулики» (2012).

Публікації в колективних збірниках і альманахах «Четвер», «Незабаром», «Спалах», «Зорі над морем», у часописі «Холодний Яр».
Проза О. Мяус — новели-мініатюри, рефлексії сучасного змістового антуражу, психологізовані, незрідка — діалогічні, в тому числі діалоги ліричної героїні самої з собою.

## Відзнаки
- Регіональна літературна премія ім. Ф. Мицика.